# Motor de cubo de rueda
El motor en rueda (también llamado motor de rueda o motor en rueda (in wheel)) es un motor eléctrico que se incorpora en el eje de una rueda y lo propulsa directamente.

## Usos de los vehículos actuales y futuros
- Los motores de ruedas se encuentran comúnmente en bicicletas y scooters.[1] y comienzan a incorporarse al resto de vehículos, incluidos los autobuses.[2]
- Los motores de las ruedas se aplican en la industria, por ejemplo, las ruedas que forman parte de las líneas de montaje de conducción.

## Coches de concepto

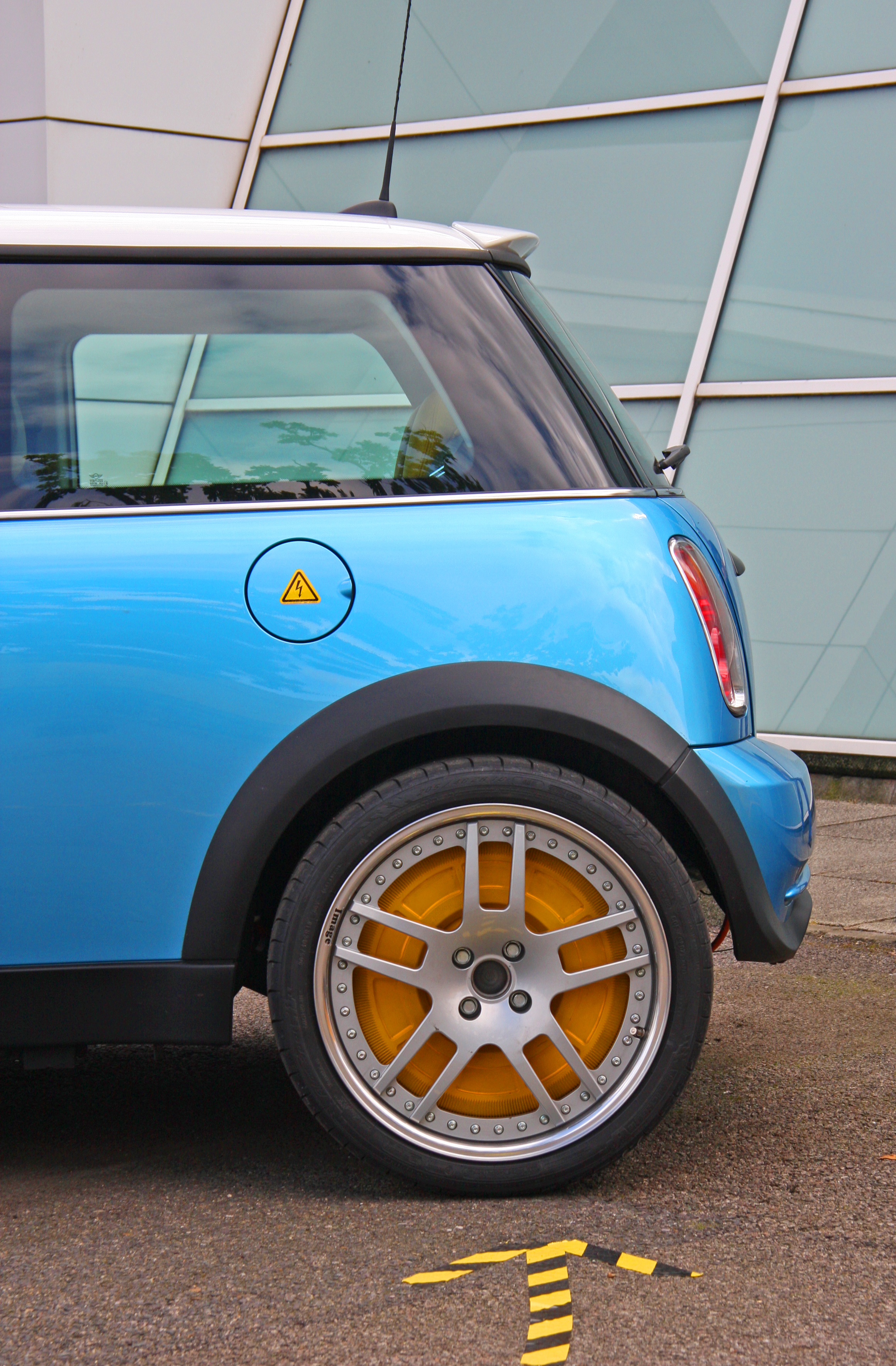
PML Mini QED electric vehicle

Varios coches de concepto se han desarrollado utilizando motores en ruedas:
- General Motors Sequel 2005
- Protean Electric 's Mini QED en 2006, y otros coches con su Hi-Pa Drive.
- Mitsubishi MIEV, modelo de concepto en 2005
- Rimac Concept One en 2009
- Citroën C-Métisse con ruedas en los motores eléctricos desarrollados por TM4.[3]
- Siemens VDO (comprado por Continental) eCorner concept en 2006[4][5]
- Heuliez utilizará las  Michelin Active Wheel (que incorpora suspensión activa motorizada también) en 2008[6]
- El ZAP-X 2007 "en 2007 "usaría motores de cubo eléctricos de alta tecnología en las cuatro ruedas, entregando 644 caballos de fuerza al suelo, desde un paquete de baterías de litio-ion. Los motores de cubo eliminarían la necesidad de transmisión, ejes y frenos convencionales, abriendo espacio debajo del suelo del coche para una batería gigante."[7]
- El Peugeot BB1 2009 El Peugeot BB1 en 2009 incorpora trasera motores en rueda diseñados con Michelin.[8]

- The Protean Ford F-150 Camioneta Todo-Eléctrica de Protean Electric utiliza cuatro motores en rueda.[9]

- The Hiriko prototipo de coche eléctrico urbano plegable tiene los motores de accionamiento situados dentro de cada una de las cuatro ruedas y una velocidad máxima controlada electrónicamente del 50 km/h.[10][11] Cada rueda integra un motor, actuadores de dirección, suspensión y frenos directamente dentro de la rueda, controlado por un sistema de accionamiento por cable.[12]